# Obturateur central
Pour les articles homonymes, voir Obturateur.
 (juin 2024).
Si vous disposez d'ouvrages ou d'articles de référence ou si vous connaissez des sites web de qualité traitant du thème abordé ici, merci de compléter l'article en donnant les références utiles à sa vérifiabilité et en les liant à la section « Notes et références ».

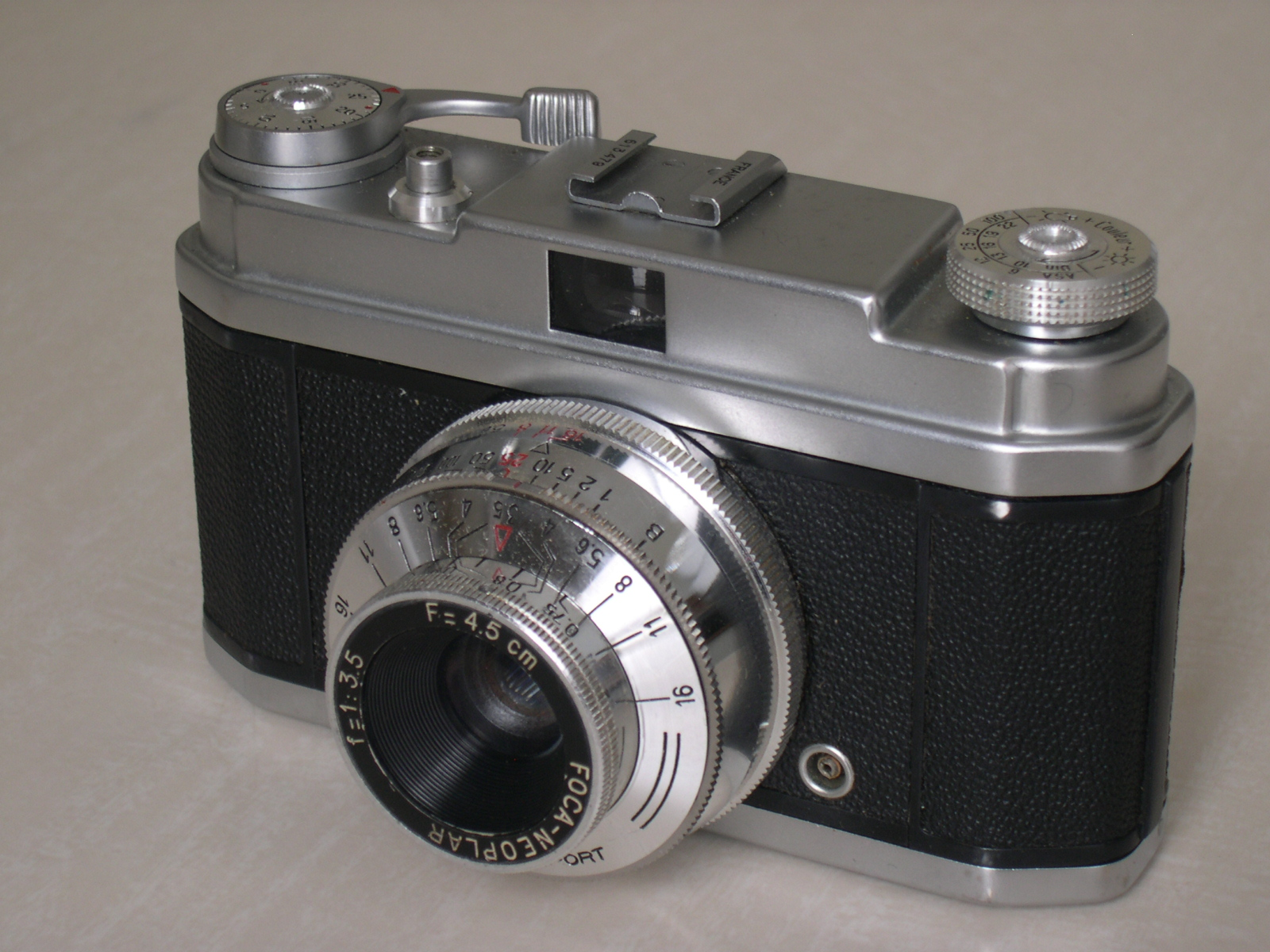
Un Focasport 1 avec un obturateur central, 1958.

En photographie, un obturateur central est un type particulier d'obturateur.
On le trouve rarement sur les appareils modernes, car sa vitesse d'obturation (de par sa conception mécanique même) est assez limitée (1/800 à 1/1600e de seconde pour les plus rapides - 1/2000e pour les derniers Obturateurs Hasselblad H6D et X1D) comparé aux obturateurs plan focal. Ce système est cependant très utilisé sur les chambres photographiques et les appareils photographiques reflex bi-objectif.

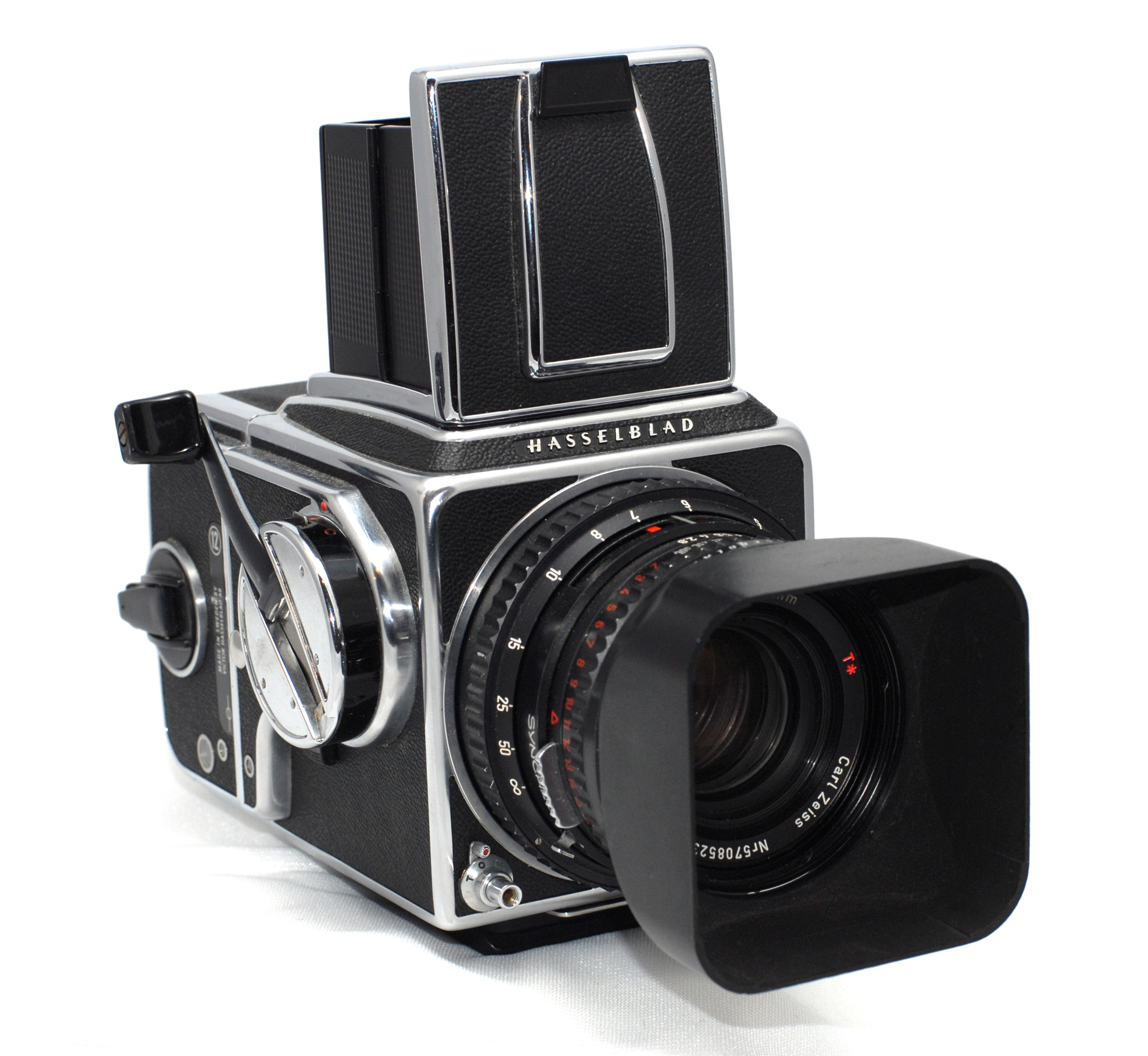
Un Hasselblad 500 C/M, l'optique est équipée d'un obturateur central.

L'avantage essentiel de l'obturateur central est le faible encombrement du mécanisme.
Un boitier 24x36 équipé d'un obturateur à rideaux a des dimensions 4 à 5 fois plus importantes que le format du négatif, alors qu'avec un obturateur central, la firme Hasselblad a réussi dans les années 1950 à concevoir un reflex moyen format à peine plus gros qu'un 24x36 et toujours d'actualité de nos jours, l'obturateur central se trouvant dans l'objectif.
Si la vitesse de prise de vue est rarement supérieure au 1/500s, en revanche le temps de réarmement est lui beaucoup plus rapide ce qui est un avantage déterminant pour la prise de vue avec un appareil motorisé.

## Concept
Ces obturateurs sont majoritairement situés à l’intérieur même de l’objectif et sont gérés mécaniquement le plus souvent par un système de ressort calibré dont on définit la tension.

## Avantages
- Faible encombrement du mécanisme
- Réarmement rapide (prise de vue avec appareil motorisé)
- Silencieux
- Vibrations faibles
- Synchronisation avec le flash possible à toutes les vitesses, ce qui en fait le seul vrai système de synchronisation-X à haute vitesse (jusqu'au 1/2000s chez Hasselblad)
- Économique à produire

## Inconvénients
- Objectifs plus onéreux
- Vitesse de prise de vue limitée, cependant la gamme Hasselblad HC va jusqu'au 1/2000e et la gamme Kreuznach Schneider LS (Leaf Shutter) jusqu'au 1/1600s dans certaines conditions.